# James Gregory (matematician)

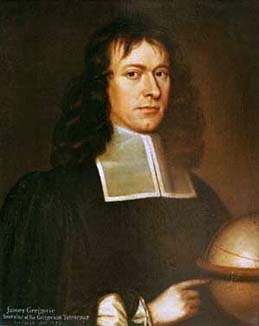
James Gregory

James Gregory (n. 1638, The Manse, Drumoak Kirk, Drumoak⁠(d), Scoția, Regatul Unit – d. 1675, Edinburgh, Regatul Scoției) a fost un matematician și astronom scoțian.
Între 1664-1668 a studiat matematicile la Universitatea din Padova. Întors în Scoția, în 1669 a devenit profesor la Universitatea Saint Andrews, iar în 1674 la Universitatea din Edinburgh.
În 1668 devine membru al Royal Society.
James Gregory este considerat un precursor al calculului diferențial și integral.
Începând cu 1668, a studiat seriile de puteri și dezvoltarea în serie a funcțiilor trigonometrice și a arătat deosebirea dintre seriile convergente și cele divergente.
A arătat că aria cercului și cea a hiperbolei se poate obține sub forma unei serii infinite.
A intrat în polemică cu Huygens susținând imposibilitatea cuadraturii cercului după metoda analitică.
În construcția hărților a utilizat transformarea {\displaystyle X=r,\;Y=\int _{0}^{\theta }r{\mathit {d}}r,} numită proiecția Mercator.
A introdus noțiunea de rază vectoare.
A fost primul care a dat detaliile construirii telescopului cu reflexie.

## Scrieri
- 1663: Optica Promota

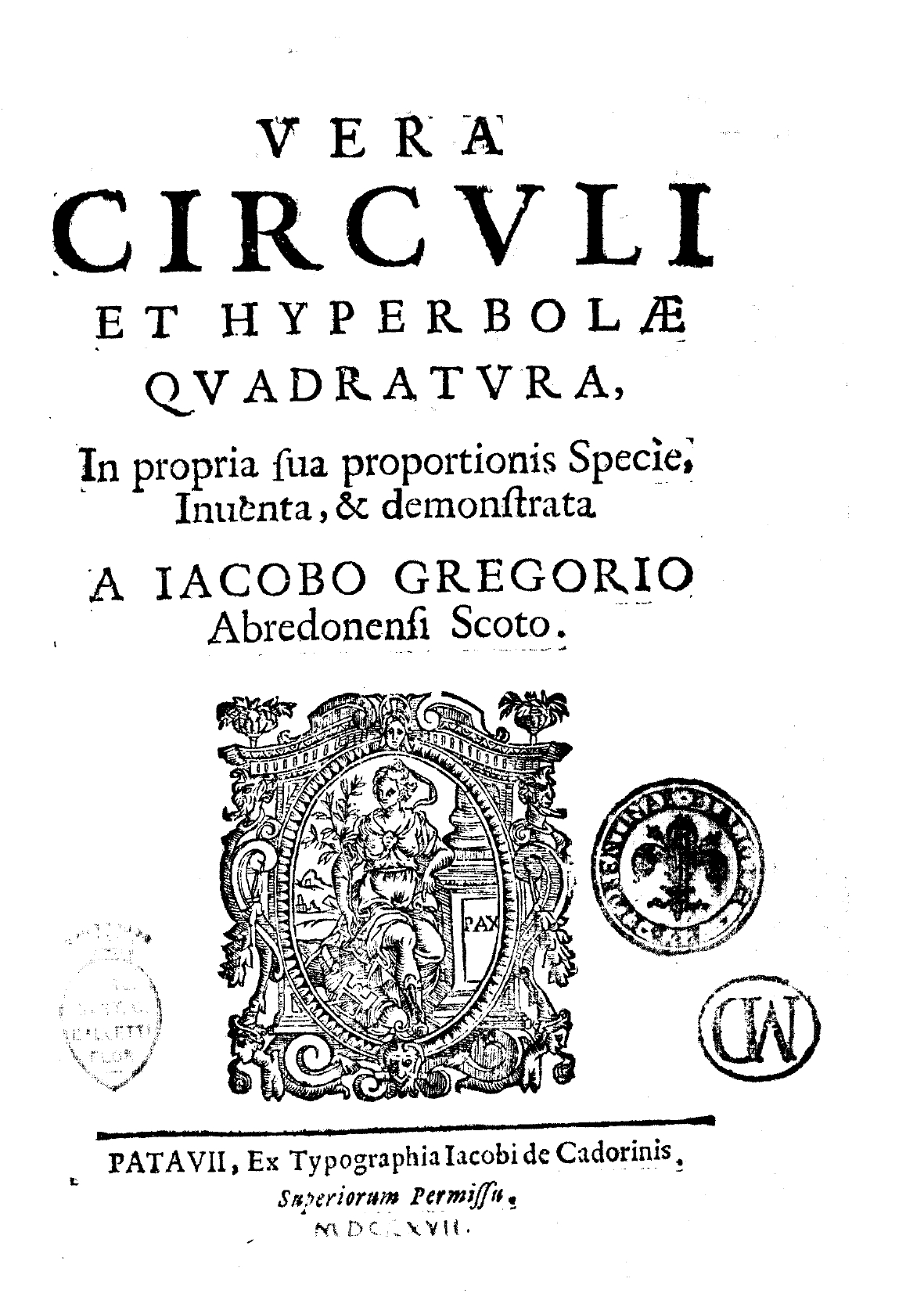
Vera circuli et hyperbolae quadratura, 1667

- 1667: Vera Circuli et Hyperbolae Quadratura
- 1668: Geometriae pars universalis